# 私宅監置
私宅監置（したくかんち）とは、日本にかつて存在した、精神障害者に対する制度で、自宅の一室や物置小屋、離れなどに専用の部屋を確保して精神障害者を「監置」することである。

## 概要
「私宅監置」とは、「私人が行政庁の許可を得て、私宅に一室を設け、精神病者を監禁する」制度である。病院に収容しきれない精神障害者に関して、患者の後見人や配偶者などの私人にその保護の義務を負わせ、その私宅内に専用の部屋を設けて閉じ込めさせ、それを内務省（警察）が管理するという、近代国家における医療制度としては、諸外国にも類例をみない極めて異質な制度だった。江戸時代より存在した座敷牢の合法化ともいえる。
私宅監置が行われた背景には、以下のようなものがある。
1. 施設・医師の供給不足によるもの。 明治時代～昭和時代中期頃までの精神医療は、病変についてもまだまだ未解明な部分が多く、精神障害者の治療よりも隔離・監禁することを目標としたが、患者数に対し、精神科病院・病棟が未整備であり、精神科医も不足していた。
2. 従来より日本国内において、精神障害は「狐憑き」や「狸憑き」「先祖の祟り・家系の問題」であるというシャーマニズムに準拠する因習が残存していたことよるもの。

また、浮浪者や生活困窮者の精神病者に関しては、市区町村長にその保護の義務を負わせたため、病院を建てる財政的余裕のない地方都市においては、公立の監置室も設置された。私宅の監置室とほぼ同じ構造で、医者も治療も存在せず患者を隔離するだけの施設もあったが、行路病者収容所などの公立救護所内の精神病室として設けられたものは、多少ながら施薬や治療が受けられたものもある。
当時の東京帝国大学医科大学精神病学教室主任であった呉秀三が「私宅監置」の実態を調査し、1918年に出版された『精神病者私宅監置ノ実況』（国立国会図書館デジタルコレクションにて公開中）において詳細に報告している。この本で述べられた「わが国十何万の精神病者は実にこの病を受けたるの不幸の外に、この邦に生れたるの不幸を重ぬるものと云ふべし」の言葉は、極めて劣悪であった当時の精神衛生の現状と、現在までに至る日本の精神衛生の原点を示す言葉として語り継がれている。
日本列島では1950年の精神衛生法施行にて私宅監置が禁止されたが、アメリカ合衆国による沖縄統治下にあった沖縄県では、本土復帰する1972年まで私宅監置が行われた。そのため、私宅監置に使われた小屋が2018年現在も沖縄県に現存している。2021年3月、この問題を採り上げた映画「夜明け前のうた　―消された沖縄の障害者―」が封切られた。

## 歴史

### 座敷牢から私宅監置へ
明治初期まで日本では、精神障害者は狐憑きや先祖の祟りによるものとして、座敷牢に幽閉され、貴族は社寺の楼閣に収容されていた。
明治維新で太政官布告により西洋医学が導入されると、1874年には医制が発布され、この中で、癲狂院の設立に関する規定があったが、設置は遅々として進まなかった。
だが1883年、諸外国にも「日本で精神障害者は無保護の状態にある」と報道され世間の耳目を集めた相馬事件を受け、世の中に精神障害者の監護の意識が高まる。
さらに1885年には、内科医エルヴィン・フォン・ベルツにより「狐憑き」とされる女を診断・治療し、狐憑きは脳障害に起因するヒステリーが原因であると説いた「狐憑病説」を発表する。それ以降、榊俶・島邨俊一・門脇真枝・森田正馬を含む精神医学者らによって狐憑病の調査論文が発表され、狐憑病（症）～憑依妄想～祈祷性精神病と、狐憑きは憑依という非科学的現象から、宗教的ニュアンスを含んだ抽象的な病名へと変遷する。
1900年3月に精神障害者保護に関する最初の一般的法律である「精神病者監護法」が公布、同年7月1日から施行される。その中で「精神病者を監置できるのは監護義務者（多くは当事者の父母や戸主）のみ、私宅・病院などに監置するには、監護義務者は医師の診断書を添え、警察署を経て地方長官（現在の都道府県知事）に願い出て許可を得なくてはならない」とし、この法律中において「私宅監置」が規定され、多くの精神障害者が長年治療も受けず、不衛生で非人道的な環境に置かれることとなった。

### 私宅監置廃止へ
精神病者監護法施行の翌年、欧州から帰国した帝大医科大学教授・呉秀三により、1902年には「精神病者救治会」が設立。日本で初めて精神保健運動が行われるようになり、翌年三浦謹之助とともに日本神経学会を発足させる。

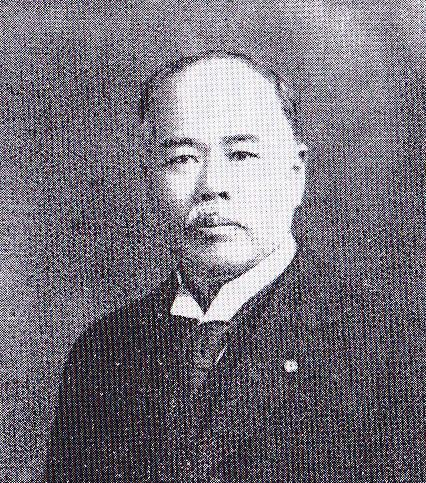
呉秀三。日本の精神医療の歴史に大きな革命をもたらし、患者の人権を尊重した慈悲深き医療とその功績は現在もなお讃えられている。

呉は1910年より門下生らと6年間にわたって、監置室365室・被監置精神病者361人の1府14県の精神障害者の実態を調べ上げた。1916年には内務省の保健衛生調査会が設置され、1918年に呉は樫田五郎と連名で報告書として『精神病者私宅監置ノ実況及ビ其統計的視察』を内務省に対して提出。1918年当時の日本の14-15万人と推定される精神障害者のうち、精神病院においては5,000人を収容するにすぎず、残りは私宅監置、または神社仏閣などに収容され、医療ではなく祈祷や民間療法によって処置されていた。その原因として、呉は「精神病者監護法の不備と精神病院の不足」を挙げている。
呉は、私宅監置の実態は「頗る惨憺たるもの」で、監置室は「国家の恥辱」なので「速に之を廃止すべし」と訴えた。
またこの時期、世間では精神障害者への偏見と差別がさらに激化し、一層危険な存在であると看做された。精神障害は「遺伝性の疾病であるため、一国の生産功業に多大な影響を及ぼす『国家的疾病』として管理されるべき」との論調が強く、呉もまた1894年の自著『精神病学集要』序文において、「国家及び社会は精神病者を病院に使用することにより社会の安寧秩序を維持し利用者の件犯罪行為を防遏し得る利益あり」であるとして、精神障害は"治療可能な変質性の遺伝性疾病である"との見解とともに、"社会秩序を乱し犯罪を起こしうるリスクを孕んでいる"とし、共同体からの隔離推奨を明記していた。
呉の報告書での指摘を受けて、精神病院を増設し私宅監置を根絶しようとした法律・精神病院法が制定されることとなる。

### 私宅監置から入院制度へ
1919年、精神病院法交付。主務大臣は道府県知事に精神病院の設置を命じ、地方長官に患者を入院させる権限を与えるとした。ところが、同法の施行後も精神病者監護法が温存され、私宅監置は却って増加へと転じる。これは、1914年開戦した第一次世界大戦に参戦し帝国主義の道へと歩み出した日本政府が、さらなる軍拡張をねらい莫大な国費を捻出させるため、精神病院建設・運営への支出を蔑ろにしたためだとされる。
特に、公立精神科病院が整う迄は私立病院のベッドの一部を指定して公立病院の代用とみなせるとする「代用精神科病院制度」が存在したため、私立病院の設置数は若干増加したものの、呉が強く主張した、精神障害者を公費で入院させることが出来る"官公立病院の設置"は足踏み状態であった。そのため、精神病院法における公立の精神病院は、1950年の｢精神衛生法｣の施行までに、全国でわずか8か所が設立されたのみとなった。
大都市においては私立精神病院の増加に伴い、1920年代には精神病院への入院患者数が私宅監置の患者数を上回ったと推測されるが、地方においては精神障害者の管理は私宅監置がメインとなる状態が続いた。だが入院者が増加するに伴い、次第に患者は地域共同体や民間治療の領域から隔離遮断され、民間人の間でも「狐憑き」や「祟り」といった霊的伝承信奉が表層的には転換・消失していくこととなった。
第2次世界大戦後は、欧米の精神衛生に関する最先端メソッドが導入され、且つ、公衆衛生の向上増進を国の責務とした新憲法の成立により1950年、｢精神衛生法｣が施行される。精神病者監護法と精神病院法は廃止され、精神障害者の監禁・隔離よりも治療に重きが置かれるようになり、日本本土において私宅監置は禁止された。例外として、アメリカ軍政下の沖縄県は精神病院が不足していたため、琉球政府が1960年に施行した「琉球精神衛生法」においては「私宅監置」が認められた。琉球精神衛生法は1972年の本土復帰に伴って廃止され、ここに日本全土において「私宅監置」は禁止された。
民間精神病院の施設整備・運営費に対し国庫補助金が給付されることにより、俗に「精神病院ブーム」と称されるほどに各地に精神病院が建設され、その数全国で1955年には4.4万床、1960年には延べ8.5万床へと達した。治療についても薬物療法、更には精神療法や作業療法等の治療方法の進歩によって寛解率が向上する。それに伴い、私宅で監禁されていた精神障害者の入院・治療が増加。1965年、ライシャワー事件が起きたことを受け通院公費負担制度が創設され、在宅精神障害者の訪問指導・相談事業を強化するなどの改正が行われる。

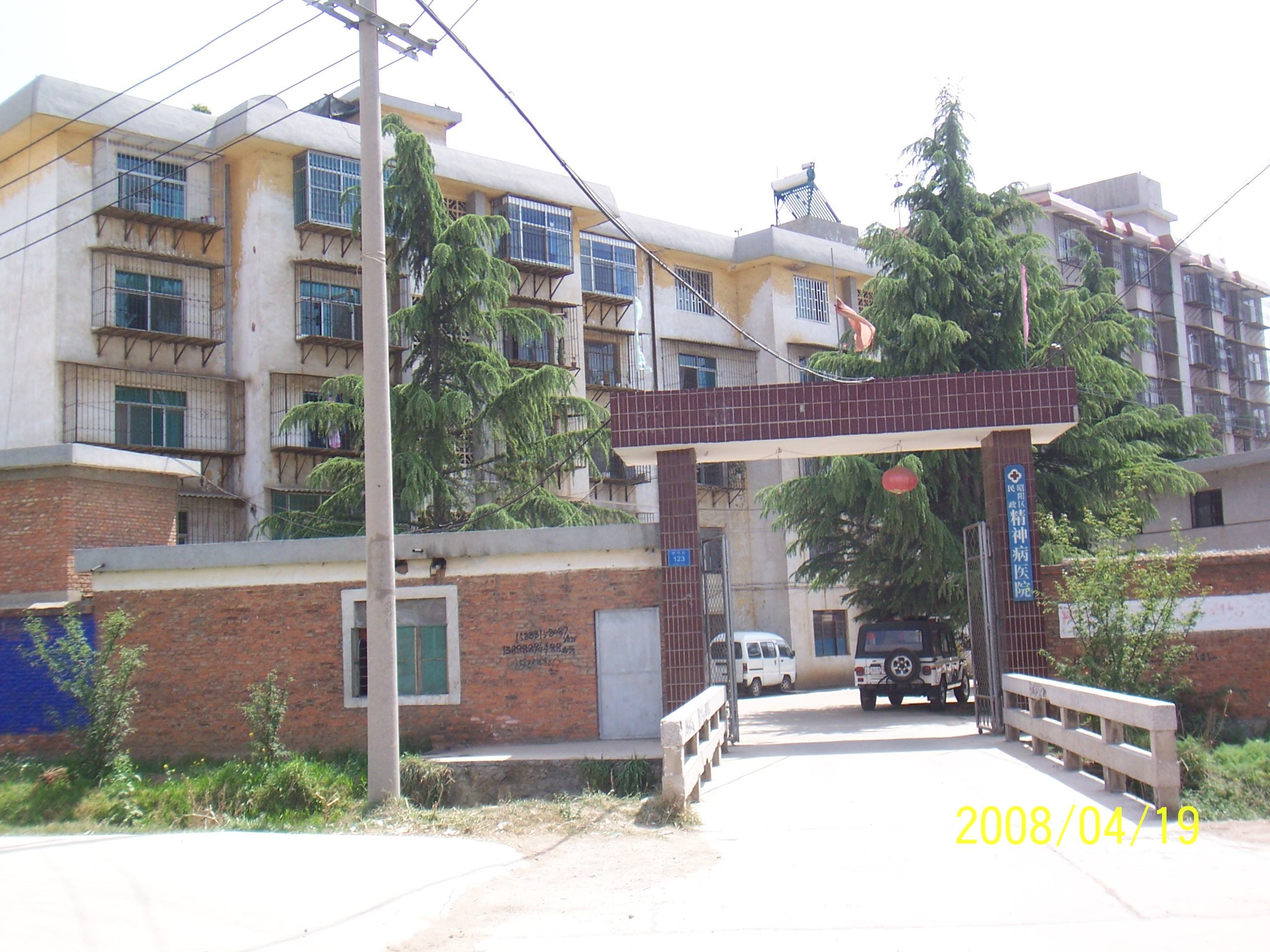
精神科病院

### その後
しかし、1983年に発覚した宇都宮病院事件では、精神衛生法の施行下においても精神病院において「治療よりも隔離・監禁」という私宅監置と同様の旧態依然とした路線が継承されていることが明らかとなる。そして症状が落ち着いてからも自宅・社会に戻れず、長期的に入院せざるを得ぬ「社会的入院」という新たな問題が発生した。
さらには、2017年には大阪府寝屋川市、2018年には兵庫県三田市にて精神障害者が家族によって長年監禁されていた事件が相次ぎ、かつての座敷牢・私宅監置に準ずる生活環境は現代でも存在することが判明されている。

## 実態
私宅監置の実態は、一言で言うなら「治療なき監禁」で、患者の待遇の良し悪しは、資産の多さや同情の大きさなどに左右された。しかしその設備においても治療・看護においても、病院とは比較するまでもなく劣悪であった。

### 設備
呉秀三らによる調査では、1-2坪のものが約60%で、監置室の建物の堅固な点については、精神病者監護法の規定通りの物が多かった一方で、衛生上の観点から見た場合は、法に規定された設備を欠いた物がほとんどであった。監置を監督する役目を負った警察官には医学の知識が無かったため、医学的・衛生的観点からの忠告がなされることは無かった。ただし、そもそも警察官が監置室を実際に臨視・監督していたかどうかは疑わしく、全国に調査に赴いた呉の門下生が監置室を確認したところ、患者がすでに死んでいたり移籍したりしていた例もあった。患者の監置に当たった患者の家族や官吏もまた、精神病に関する知識を欠いていた。
私宅監置経験のあった患者遺族と精神医療史研究者への聞き込みで制作された日本精神衛生会ときょうされんによる合同制作映画『夜明け前 呉秀三と無名の精神障害者の100年』(2018年)では、「物置を改造した狭隘な薄暗い部屋」「長期間の監置で立てなくなり裸で横臥する男」「格子から顔を覗かす老人」「無数の釘を内側へ打抜き、患者が扉をたたいて騒げぬようにした入口」といった光景が描かれている。

### 拘束器具
精神病者看護法では、病院以外でも拘束できる保護拘束の規定があった。病院では1901年に呉が帰国より僅か1ヶ月後それらをすべて焼却処分し即撤廃したにもかかわらず、私宅監置下では1965年の保護拘束規定が廃止されるまで長らく利用されていた。
報告で発見された器具は以下の通りである。
- 濯水籠…籠に患者を閉じ込め、上から蒸露水を注ぐ治療（折檻）を行った。元来一種の治療器具であるが、患者を閉じ込めるという意味で、拘束具のひとつといえる。当時は鉄製が使用された。
- 手錠
- 手鎖
- 足錠
- 手革
- 足革
- 縛衣…拘束衣。現代でも一部施設で使用される。

### 監置とは
「監置」とは、精神病者監護法の策定にあたって、内務省衛生局中央衛生会会議の片山国嘉と梅謙次郎によって創造された語である。監禁、保護のどちらでもなく、その中間を意味していた。しかし実地の運用においては「監禁」と解す人が多いことを呉秀三は指摘し、「いわゆる監置室は監禁室に過ぎ」ないと述べている。
精神病者監護法においては、精神病者に対して従来横行していた不法監禁を取り締まることを主眼に置き、「病院」と「私宅監置」を二本柱としていた。一方で、治療に関しては特に規定を設けていなかったため、病院と医師による医療を行わず、監置（＝監禁）と民間療法によって対処する例があり、これが患者の治療の機会を失わせる結果となった。呉は現代科学の立場から、精神病者には治療と看護を受けさせるべきで、「精神病者の看護・治療に対しては病院生活に優るもの」はないと主張している。
なお、当時は「病院」と「私宅監置」以外に、従来の神社仏閣などの宗教施設に精神病者を収容し、祈祷禁厭、滝行、水行、暴力などの民間療法によって「治療」する手段があった。これは1900年施行の精神病者監護法の下においても違法であるが、現実には「私宅監置」と「民間療法」の2つが「精神病者に対する現代の代表的処置」となっていた。

## 評価
私宅監置を批判した医学者としては、呉秀三が特に有名である。呉秀三は日本の近代精神医学の始祖とされており、現代の精神医学界においても私宅監置は否定されている。
一方で、明治から昭和時代にかけては私宅監置を肯定的に評価する医学者も多かった。特に、精神衛生を管轄した内務省衛生局、および内務省衛生局の機能を1938年に分離した厚生省における医学者が私宅監置を高く評価していた。例えば「（官公立）病院の設置に比べてコストが低い」というメリットがあり、昭和時代初期から中期にかけて内務省・厚生省における公衆衛生部門の権威であった高野六郎は、「社会の負担が軽くて済むのは結構」と評価していた。
また、患者を「病院ではなく家庭で見る」という点から、「日本ならではの家族主義を表したもの」としても評価が高く、例えば内務省・厚生省における優生部門の権威であった青木延春（国民優生法によって精神病者の断種を推進した人物でもある）は、「欧米のそれをはるかに凌駕する家庭看護」と評価していた。
さらに、患者の家族の側でも、患者を病院に預けることに対して不信感があり、自宅で看護が行える私宅監置を支持する者がいたのも事実である。
なお、呉が『精神病者私宅監置ノ実況』（1918年）において、私宅監置における患者の悲惨な状況や、精神病院に入院した場合の治癒率などのデータを挙げて私宅監置を批判しているのは、このような私宅監置に対する肯定的評価が背景にあったが、上記のように1930-1940年代においても肯定的評価が強く残った。実際は国家が率先して制度・施設を整え、官公立病院を設置し、精神病に関する知識の講習を行い、患者を病院に入れた方が、患者の家庭だけでなく国家・社会においても利益が大きいという点は、呉が強く主張している部分である。

## モデルとなった制度
制度的・思想的からいって必ずしも同等のものとはいえないが、この制度のモデルは江戸時代に既にあったとされている。乱心者を閉じ込める座敷牢や指籠（さしこ）、囲補理があった。ただし一般的に言われるような乱心者を勝手に縛ったり、軟禁（監禁の軽いもの）したりすることはなかった。例えば江戸の場合、「檻入（かんにゅう）」という制度があり、家族、家主、五人組などが連署した檻入手形、乱心の確認書、医師の口上書を提出する必要があった。